# Починок-Ананьев
Починок-Ананьев — деревня в Любимском районе Ярославской области России.
В рамках административно-территориального устройства относится к Пигалевскому сельскому округу Любимского района, в рамках организации местного самоуправления включается в Ермаковское сельское поселение.

## География
Деревня находится в северо-восточной части области, в подзоне южной тайги, на правом берегу реки Обноры, при автодороге 78Н-0295, на расстоянии примерно 16 километров (по прямой) к юго-востоку от города Любима, административного центра района. Абсолютная высота — 93 метра над уровнем моря.

### Климат
Климат характеризуется как умеренно континентальный, с умеренно тёплым влажным летом, умеренно-холодной зимой и ярко выраженными сезонами весны и осени. Среднегодовая температура воздуха +3,2 °C. Средняя температура воздуха самого холодного месяца (января) — −11,7 °C (абсолютный минимум — −35 °C), средняя температура самого тёплого (июля) — +18,2 °С (абсолютный максимум — +34 °C). Безморозный период длится около 214 дней. Годовое количество атмосферных осадков составляет 641 миллиметр, из которых большая часть (около 70 %) выпадает в тёплый период. Устойчивый снежный покров держится в течение 151 дня.

### Часовой пояс
Починок-Ананьев, как и вся Ярославская область, находится в часовой зоне МСК (московское время). Смещение применяемого времени относительно UTC составляет +3:00.

## Население
| 2007 | 2010 |
| ---- | ---- |
| 15   | ↘8   |

### Национальный состав
Согласно результатам переписи 2002 года, в национальной структуре населения русские составляли 100 % из 19 человек.